# Херкулански папируси
Херкуланските папируси са над 1800 папируса, открити в древноримския град Херкулан през 18 век, карбонизирани след изригването на Везувий. След използаване на различни методи за обработка на папирусите, е открит метод за тяхното развиване и прочитане. Папирусите съдържат гръцки философски текстове и са част от библиотеката на един човек, за когото се смята, че е епикурейският философ и поет Филодем, който е идентифициран като автор на 44 свитъка.
Един папирусов свитък обикновено съдържа до 1200 реда или 10 000 думи, а една съвременна книга от 400 страници съдържа около 100 000 думи. Общо около 30 милиона думи са достигнали до нас от европейската древност под една или друга форма, което се равнява на 3000 свитъка или 300 съвременни книги от 400 страници. Когато, с помощта на съвременни технологии за разпознаване на текст с изкуствен интелект, учените ще могат да прочетат всички останали 600 навити, овъглени, запечатани и нечетливи папирусни свитъци от библиотеката в Херкулан, това ще добави още 60 съвременни текстове от 400 страници от европейската античност към вече наличните 300, което ще увеличи информацията от европейската античност, достъпна за човечеството с 20%.

## Откриване и развиване
Между 1752 и 1754 г. работници на бурбонското кралско семейство откриват многобройни папирусни свитъци, в сграда, която днес е известна като Вилата на папирусите. Много от свитъците са унищожени от работниците, други са унищожени при откъсването им от вулканичния туф. Не е сигурно какъв е бил първоначалния брой на откритите папируси. Официалният списък е 1814 свитъка и фрагменти, от които 1756 са открити до 1855 г. Днес списъкът е 1826 папируса. Според Дейвид Диринджър над 340 от тях са почти напълно запазени, около 970 са частично разложени и частично четими и над 500 са просто овъглени фрагменти.
Опити за развиване са направени от Хъмфри Дейви в 1818 и от Ф. К. Сиклър в 1817 – 1819 г. От 1802 до 1806 г. отец Джон Хайтър развива и частично разчита около 200 папируса. В средата на 20 век само 585 свитъка или фрагмента са напълно развити и 209 са развити отчасти. От развивите свитъци около 200 са разчетени и публикувани, а 150 само разчетени.
Основната част от запазените ръкописи се пазят в Националната библиотека „Виторио Емануеле III“. В 1806 година 6 свитъка са връчени на Наполеон Бонапарт. В 1810 г. 18 неразвити папируса са връчени на крал Джордж IV, четири от които той дарява на Бодлиевата библиотека, а останалите са предимно в Британската библиотека.
В 1969 г. по инициатива на Марсело Джиганте е основан Международният център за изучаване на Херкуланските папируси (Centro Internazionale per lo Studio dei Papiri Ercolanesi – CISPE), който си поставя две цели: работа за възобновяване на разкопките във Вилата на папирусите и подновяване на изучаването на херкуланските текстове.
От 1999 г. папирусите се дигитализират чрез мултиспектралени техники (MSI). В проекта участват видни международни експерти и учени. На 4 юни 2011 година е обявено, че задачата по дигитализиране на 1600 папируса е завършена.

## Значение
До средата на 18 век единствените известни папируси са няколко оцелели от средновековието. Папирусите не издържат на средиземноморския климат и се натрошават. Херкуланските папируси произхождат от библиотеката на един човек – Филодем Епикурееца, който е идентифициран като автор на 44 свитъка. Сред папирусите има големи части от книги XIV, XV, XXV и XXVIII от големия труд на Епикур „За природата“, както и творби на последователи на Епикур.